# 松平頼救
松平 頼救（まつだいら よりすけ）は、江戸時代中期から後期にかけての大名。常陸国宍戸藩5代藩主。官位は従五位下・大炊頭。書道や茶道に優れた教養人であり、『垂裕閣法帖』16巻を編纂している。三島由紀夫は来孫である。

## 生涯
宍戸藩の本家である水戸藩5代藩主・徳川宗翰の六男。明和3年（1766年）、先代藩主・松平頼多が死去したため、その婿養子として跡を継いだ。享和2年（1802年）4月5日、長男・頼敬に家督を譲って隠居し、同年5月には剃髪して大翁と号した。文化5年（1808年）には太玄斎と号する。
文政13年（1830年）5月4日、75歳で死去した。

## 系譜
- 正室：喜多 - 松平頼多娘
- 側室：杉崎氏
  - 長男：頼敬
  - 次男：太田資原 - 太田資敬養子
- 側室：中里氏
  - 長女：順 - 松平頼紹室
  - 次女：政 - 願入寺如海室
  - 三女：直 - 岡部忠愛室
  - 四女：克 - 久保田政方室
- 側室：田口氏
  - 五女：千勢 - 河村一成養女、河村一貫室
  - 六女：金 - 頼敬養女、松平頼筠正室
  - 七女：佐衛 - 山角盛邦室
  - 三男：定三郎
  - 四男：頼位 - 松平頼筠養子
- 側室：岩橋氏
  - 八女：松 - 富永泰之室